# 拉斯瓦莱拉斯
拉斯瓦莱拉斯，是西班牙卡斯蒂利亚-拉曼恰昆卡省的一个市镇。总面积113平方公里，总人口1502人（2001年），人口密度13人/平方公里。